# Nang Tani

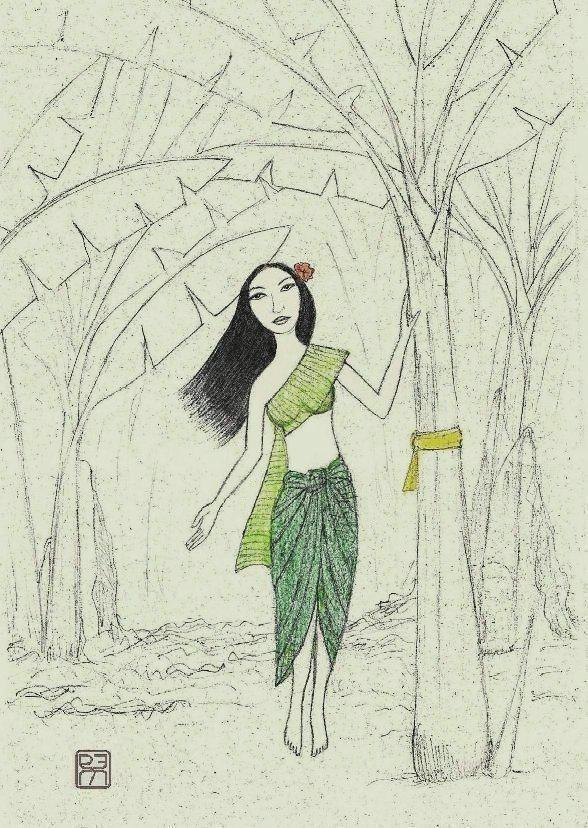
Ilustración de un espíritu Tani rodeada de bananos.

Nang Tani (tailandés: นาง ตานี; "Señora del banano") es un espíritu femenino del folclore tailandés. Según la tradición popular este fantasma aparece como una mujer joven que persigue a los árboles silvestres de banano (Musa balbisiana), conocidos en tailandés como Kluai Tani (กล้วย ตานี).
Nang Tani pertenece a un tipo de fantasmas o hadas relacionadas con los árboles femeninos conocidos genéricamente como Nang Mai (นาง ไม้; "señora del Bosque") en la tradición tailandesa. Hay un espíritu similar en el folclore de Camboya, al igual que en la tradición popular de Laos. 
Nang Tani también puede ser llamada Phi Tani (ผี ตานี; "fantasma del banano") o Phrai Tani (พ ราย ตานี; "Ninfa del banano").